# Рух святих останніх днів

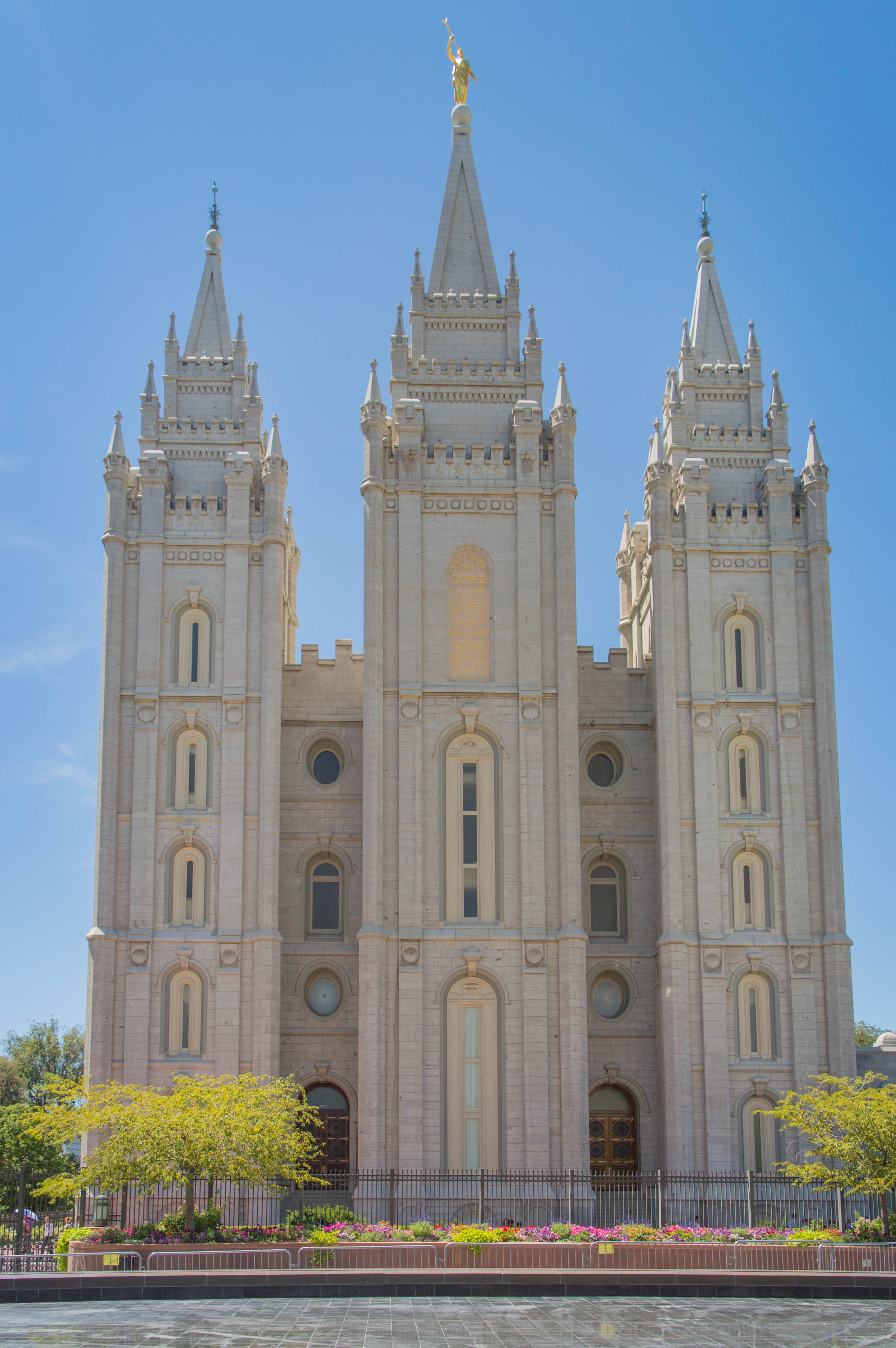
Головний Храм Церкви Ісуса Христа святих останніх днів у місті Солт-Лейк-Сіті, штат Юта, США

Рух святих останніх днів (англ. Latter Day Saint movement) — група реставраціоністських релігійних деномінацій та окремих прихильників, які сповідують хоча б частково вчення Джозефа Сміта-молодшого, що опублікував в 1830 Книгу Мормона.
Термін Latter-day Saints використовує лише Церква Ісуса Христа Святих останніх днів. Члени інших мормонських конфесій позначаються терміном Latter Day Saint.

## Використання термінів

### Походження терміна Latter Day Saint
Вперше термін Latter Day Saint був вжитий в 1834, незадовго до того, як Церква Христа, заснована Джозефом Смітом, була перейменована в Церква святих останніх днів(Church of the Latter Day Saints), щоб її не плутали з іншими численними «Церквами Христа», що виникли в той же час. Термін зобов'язаний своїм походженням вченню Джозефа Сміта про те, що послідовники істинної релігії, встановленої Богом, є святими у тому ж сенсі, в якому це слово вживав апостол Павло, називаючи так послідовників Ісуса Христа. Джозеф Сміт називав їх святими останніх (пізніших) днів, щоб відрізнити їх від святих ранньої християнської церкви. Термін був офіційно затверджений 16 квітня 1838 за одкровенням, отриманим Джозефом Смітом: «Бо так буде називатися Церква Моя в останні дні, а саме: Церква Ісуса Христа Святих останніх днів (Latter Day Saints)».

### Latter Day Saint і Latter-day Saint
Правопис на британський манер Latter-day Saint — з дефісом і з маленькою буквою d — стало загальновживаним до 1852, коли Церква Ісуса Христа Святих останніх днів (The Church of Jesus Christ of Latter-day Saints) була зареєстрована під такою назвою в місті Солт-Лейк-Сіті (штат Юта). Дана форма використовується тільки цієї деномінацією, скорочення LDS також означає членів тільки цієї церкви.
Оскільки Церква Ісуса Христа Святих останніх днів є найбільшою і найвідомішою деномінацією руху святих останніх днів, інші церкви, що зараховують себе до цього руху, називають своїх парафіян по-іншому, щоб уникнути плутанини. Наприклад, Церква Ісуса Христа Святих останнього дня (Church of Jesus Christ of Latter Day Saints) називає своїх членів странгітамі (Strangites). Члени Церкви Христа (Temple Lot) часто називаються хедрікітамі (Hedrickites), а адепти Церкви Ісуса Христа — бікертонітамі (Bickertonites). У 2001 Спільнота Христа, друга за величиною деномінація руху святих останніх днів, відмовилася від назви Реорганізована церква Ісуса Христа Святих останнього дня (Reorganized Church of Jesus Christ of Latter Day Saints), щоб уникнути плутанини, хоча її члени довгий час були відомі як святі, а сама церква неофіційно називалася Церквою Святих. Втім, стара назва продовжує вживатися в юридичних документах. Так чи інакше, але термін Latter Day Saint коректно вживати по відношенню до всіх церков в рамках руху святих останніх днів.

### Latter Day Saint і Mormon
Святих останніх днів часто називають  мормонами, за Книгою Мормона. Однак авторитет Церкви Ісуса Христа Святих останніх днів призвів до того, що терміни мормон і мормонізм стали відноситися тільки до неї, тобто до Latter-day Saints. Церква вважає, що тільки вона є спадкоємицею релігійної організації, створеної Джозефом Смітом, і неодноразово просила журналістів застосовувати терміни Latter-day Saint і мормон тільки по відношенню до своїх членів, наприклад у виразі мормонські піонери, тоді як церкву слід позначати або повною назвою Церква Ісуса Христа Святих останніх днів (The Church of Jesus Christ of Latter-day Saints), або скороченим — Церква Ісуса Христа (The Church of Jesus Christ), але ніяк не Церква Святих останніх днів і вже тим більше не Мормонська церква. У довіднику інформаційного агентства Ассошіейтед Прес з приводу вживання терміна мормон говориться наступне: «Термін „мормон“ не так вживати по відношенню до інших церков святих останніх днів, які утворилися після смерті Джозефа Сміта». Тим не менше цей термін часто вживається для позначення мормонських фундаменталістів, які до цього дня практикують багатоженство(Церква Ісуса Христа Святих останніх днів відмовилася від цієї практики в 1890), а також послідовників різноманітних брігамітських (Brighamite) сект на кшталт Відновленої Церкви Ісуса Христа.